# Meadville (Mississipi)
Meadville és una població dels Estats Units a l'estat de Mississipi. Segons el cens del 2000 tenia 519 habitants.

## Demografia
Segons el cens del 2000, Meadville tenia 519 habitants, 187 habitatges, i 126 famílies. La densitat de població era de 180,5 habitants per km².
Dels 187 habitatges en un 26,2% hi vivien nens de menys de 18 anys, en un 55,1% hi vivien parelles casades, en un 6,4% dones solteres, i en un 32,1% no eren unitats familiars. En el 28,9% dels habitatges hi vivien persones soles el 18,2% de les quals corresponia a persones de 65 anys o més que vivien soles. El nombre mitjà de persones vivint en cada habitatge era de 2,35 i el nombre mitjà de persones que vivien en cada família era de 2,89.
Per edats la població es repartia de la següent manera: un 18,5% tenia menys de 18 anys, un 7,5% entre 18 i 24, un 20,2% entre 25 i 44, un 21,2% de 45 a 60 i un 32,6% 65 anys o més.
L'edat mediana era de 47 anys. Per cada 100 dones de 18 o més anys hi havia 74,1 homes.
La renda mediana per habitatge era de 31.750 $ i la renda mediana per família de 46.250 $. Els homes tenien una renda mediana de 28.542 $ mentre que les dones 26.500 $. La renda per capita de la població era de 15.788 $. Entorn del 8,5% de les famílies i el 17,6% de la població estaven per davall del llindar de pobresa.

## Poblacions més properes
El següent diagrama mostra les poblacions més properes.